# Линор (стихотворение)
«Лино́р» или «Лено́р» (англ. Lenore) — стихотворение Эдгара Аллана По, написанное им в 1843 году. На русский язык переводилось Брюсовым, Бальмонтом, Усовой и др.

## История создания
Изначально существовало стихотворение «Пэан» (англ. Paean), впервые опубликованное в 1831 году. По неоднократно возвращался к этому стихотворению, а затем оно было переработано им в «Линор». Существовало около восьми промежуточных вариантов. В ходе переделки безличные персонажи «Пэан» в «Линор» обрели собственные имена. Считается, что «Линор» была написана под сильным впечатлением от баллады Бюргера «Ленора», о которой Эдгар По не раз писал в своих эссе. Художественной особенностью «Линор» является структура стихотворения: диалог двух голосов, которые противопоставлены друг другу.

## Сюжет
Как и некоторые другие стихотворения По («Ворон», «Аннабель Ли» и др.), «Линор» продолжает тему гибели молодой красивой женщины. Стихотворение названо по имени усопшей героини, Линор, которая была невестой некоего сэра Гая де Вира. Линор умирает от болезни, но именно Гая обвиняют голоса  в её смерти. Сам жених считает, что Линор стала жертвой «молвы» и «клеветы». Её жизнь он называет адом, а в смерти видит обретение рая, избавление от страданий и исполнение мечты. 